# QRIO
QRIO (abreviación de Quest for cuRIOsity) fue un robot humanoide bípedo desarrollado y publicitado, pero jamás vendido, por la compañía japonesa Sony como continuación de su anterior robot, el perro Aibo. Inicialmente bautizado como Sony Dream Robot o SDR, el robot medía unos 60 centímetros y pesaba 7,3 kilogramos.
El 26 de enero de 2006, el mismo día que se anunció la discontinuación de Aibo y otros productos, Sony anunció que dejaría de desarrollar a QRIO.

## Desarrollo
Los prototipos de QRIO fueron desarrollados y fabricados por Sony Intelligence Dynamics Laboratory, Inc. en el año 2003. La cantidad de estos prototipos se desconoce, pero se han visto hasta diez QRIOs danzando al mismo tiempo en una presentación. Esto fue confirmado por un representante de Sony en el Museo de Ciencia de Boston, Estados Unidos, el 22 de enero de 2006. Muchos videos de estas rutinas de baile pueden encontrarse en Internet.
En el 2005, cuatro prototipos de la cuarta generación de QRIO fueron incluidos en el video de la canción «Hell Yes», del músico Beck, ejecutando una coreografía que tomó tres semanas de programación. Estos modelos no contaban con una tercera cámara en su frente ni con las mejoradas manos y muñecas que fueron añadidas a futuros prototipos.
QRIO era capaz de reconocer voces y rostros, recordando así a las personas. Un video en el sitio web de QRIO lo mostraba hablando con varios niños. QRIO podía correr a una velocidad de 23 centímetros por segundo, de hecho, en el 2005 fue reconocido por el Libro Guinness de los récords como el primer robot bípedo con la habilidad de correr, es decir, desplazarse mientras sus dos piernas se despegan del suelo al mismo tiempo. La batería interna de la cuarta generación de QRIO duraba cerca de una hora.